# Rhys Dacre
Rhys Anthony Dacre (ur. 8 lipca 1965 w Wanganui) – nowozelandzki bobsleista, olimpijczyk.
Wystąpił w konkurencji czwórek podczas zawodów bobslejowych na Zimowych Igrzyskach Olimpijskich 1988 zajmując dwudzieste pierwsze miejsce.